# Nicolas Raskin
Nicolas Raskin (ur. 23 lutego 2001 w Liège) – belgijski piłkarz, grający na pozycji środkowego pomocnika w szkockim klubie Rangers oraz w reprezentacji Belgii. Wychowanek KAA Gent.

## Kariera klubowa
Swoją karierę piłkarską Raskin rozpoczynał w juniorach takich klubów jak: Standardu Liège (2008-2015), RSC Anderlecht (2015-2017) i KAA Gent (2017-2019). W 2019 roku stał się członkiem pierwszej drużyny Standardu. 12 lutego 2020 zaliczył w nim debiut ligowy w zremisowanym 0:0 domowym meczu z Club Brugge. W kwietniu 2021 wystąpił w barwach Standardu w przegranym 1:2 finale Pucharu Belgii z KRC Genk.
| Sezon   | Klub           | Kraj   | Rozgrywki       | Mecze | Gole |
| ------- | -------------- | ------ | --------------- | ----- | ---- |
| 2019/20 | Standard Liège | Belgia | Eerste klasse A | 2     | 0    |
| 2020/21 | Standard Liège | Belgia | Eerste klasse A | 32    | 2    |

## Kariera reprezentacyjna
Raskin występował w młodzieżowych reprezentacjach Belgii na szczeblach U-16, U-17, U-18, U-19 i U-21. W 2018 roku wystąpił z kadrą U-17 na Mistrzostwach Europy U-17.